# Chino puxian

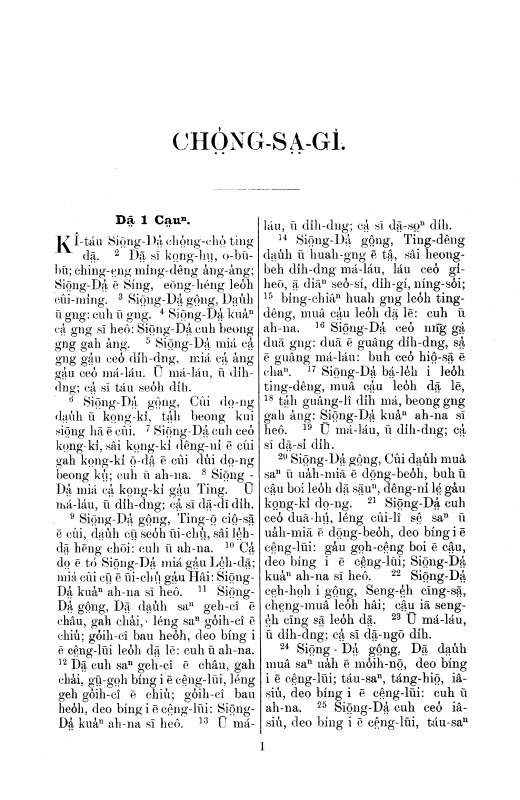
Biblia (Génesis) en Hinghwa (Xinghua) publicada por la Sociedad Bíblica Británica y Extranjera.

El puxian (en romanización hinghwa: Pó-sing-gṳ̂), también conocido como Putian–Xianyou, Xinghua, Henghwa o Hinghwa (Hing-hua̍-gṳ̂ ), es una lengua china que forma una rama del chino min . El puxian es una variedad de transición del min costero que comparte características tanto con el  min del Este  como con el min del Sur, aunque está más cerca de este último.
Es el idioma nativo de los putian y se habla principalmente en la provincia de Fujian, particularmente en la ciudad de Putian y en el condado de Xianyou (que le dan nombre), así como partes de Fuzhou y de Quanzhou. También se utiliza ampliamente como lengua materna en el municipio de Wuqiu de Kinmen, (Taiwán). Además más de 2.000 personas en Shacheng, Fuding, en el norte de Fujian, también hablan pu-xian.  Existen pequeñas diferencias entre los dialectos de Putian y Xianyou. Hay hablantes migrantes asentados en Malasia, Indonesia y Singapur. Los hablantes de puxian son conocidos como henghua, hinghua o xinghua.

## Historia
Antes del año 979 d. C., la región de Pu-Xian era parte del condado de Quanzhou y la gente allí hablaba una forma de min nan   debido a su origen pasado.
En 979 d. C., durante la dinastía Song, la región se separó administrativamente de Quanzhou y el chino que se hablaba allí se desarrolló por separado del resto del min nan. Debido a su proximidad con Fuzhou, absorbió algunos elementos del min oriental, como las alternancias morfofonémicas en las consonantes iniciales, pero sus características lingüísticas básicas, es decir, su gramática y la mayor parte de su léxico, se basan en el  min del Sur. También comparte la denasalización de consonantes nasales históricas y la nasalización vocálica con las variedades meridionales. 
Pu-Xian Min tiene un 62% de cognados con el dialecto de Quanzhou (min del Sur) y solo un 39% de cognados con el dialecto de Fuzhou (min del Este). 

## Características

### Diferencias con los dialectos min nan
El Pu-Xian se diferencia de la mayoría de las variedades meridionales en varios aspectos:
- La vocal 'a' se reemplaza por /ɒ/ (o̤) en la mayoría de los casos, por ejemplo, 腳 ko̤ "pierna".
- La vocal 'ư' /ɯ/ se reemplaza por /y/ ('ṳ'), por ejemplo, 魚 hṳ "pescado".
- En Putian 'ng' ha cambiado a /uŋ/ excepto después de cero inicial y h- (notación: ng), por ejemplo, 湯 tung "sopa".
- La vocal /e/ a menudo se reemplaza por /ɒ/ o̤, por ejemplo, 馬 bo̤ "caballo".
- Donde Quanzhou tiene 'ĩ' y Zhangzhou tiene 'ẽ', la vocal de Putian correspondiente es 'ã', por ejemplo, 病 baⁿ "enfermo", donde ⁿ indica una vocal nasalizada .
- La vocal 'io' se reemplaza por 'iau' (notación: a̤u), por ejemplo, 笑ciao "risa". Esto también se aplica a las vocales nasalizadas, por ejemplo, 張da̤uⁿ correspondiente en Zhangzhou a tioⁿ .
- Las nasales 'm' a veces aparecen en lugar de las oclusivas sonoras 'b', por ejemplo, 夢 mang en Quanzhou es bang .
- La consonante inicial 'ng' reemplaza a 'g', por ejemplo, 五 'ngo' mientras en Quanzhou es 'go'.
- Hay una pérdida de distinción entre oclusivas sonoras y sordas, por ejemplo, los sonidos /b/ y /p/ corresponden al mismo fonema y ocurren en variación libre.

### Préstamos del min oriental
- Esposa 老媽 (Lau Ma)

## Fonología
El Pu-Xian tiene 15 consonantes, incluida la de inicio cero, al igual que la mayoría de las otras variedades de chino min. El Pu-Xian se distingue por tener una fricativa lateral [ɬ] en lugar de [s] como otras variedades min, similares al toisanés.
El Pu-Xian tiene 53 finales y 6 tonos fonémicos.

### Iniciales
|             |                | Bilabial | Alveolar   | Velar    | glotal  |
| ----------- | -------------- | -------- | ---------- | -------- | ------- |
| Explosiva   | sin aspiración | p巴 (b)  | t打 (d)    | k家 (g)  | ʔ烏     |
| Explosiva   | aspirado       | pʰ彭 (p) | tʰ他 (t)   | kʰ卡 (k) |         |
| Nasales     | Nasales        | m麻 (m)  | n拿 (n)    | ŋ雅 (ng) |         |
| Fricativas  | Fricativas     | β *      | ɬ沙 (s)    |          | h下 (h) |
| Africadas   | sin aspiración |          | ts渣 (c)   |          |         |
| Africadas   | aspirado       |          | tsʰ査 (ch) |          |         |
| Aproximante | Aproximante    |          | l拉 (l)    |          |         |

- β (solo aparece en habla fusionadas. Es resultado de la mutación consonántica de [p])

### Finales
El Pu-Xian tiene 53 finales (incluidos finales nasalizados)
|            | Vocal      | Diptongo      | Nasal         | glotal      |
| ---------- | ---------- | ------------- | ------------- | ----------- |
| sin medial | a鴉 (a)    | au拗 (au)     | aŋ王 (ang)    | aʔ壓 (ah)   |
| sin medial | ɒ奥 (o̤)    |               | ɒŋ用 (o̤ng)    | ɒʔ屋 (o̤h)   |
| sin medial | ɔ科 (eo)   | ɔu烏 (o)      | ɔŋ温 (eong)   | oʔ熨 (eoh)  |
| sin medial | e裔 (a̤)    | ai愛 (ai)     | ɛŋ煙 (inglés) | ɛʔ黑 (eh)   |
| sin medial | œ改 (e̤)    |               | œŋ換 (e̤ing)   | œʔ郁 (e̤h)   |
| sin medial |            | ŋ伓 (ng)      |               |             |
| /-i-/      | i衣 (yo)   | iu油 (iu)     | iŋ引 (ing)    | iʔ益 (ih)   |
| /-i-/      | ia夜 (ia)  | iau要 (a̤u)    | iaŋ鹽 (iang)  | iaʔ葉 (iah) |
| /-u-/      | u夫 (tú)   | ui位 (ui)     | uŋ黄 (ng)     |             |
| /-u-/      | ua画 (ua)  | ɔi/ ue歪 (oi) | uaŋ碗 (uang)  | uaʔ活 (ua)  |
| /-y-/      | y余 (ṳ)    |               | yŋ恩 (ṳng)    | yʔ役 (ṳh)   |
| /-y-/      | yɒ安 (io̤ⁿ) |               | yɒŋ羊 (io̤ng)  | yɒʔ藥 (io̤h) |

| Hanzi   | 黃 (ńg) | 方 (hng) | 漲 (dn̂g) | 幫 (bng) | 光 (gng) | 兩 (nn̄g) | 毛 (mńg) |
| Putian  | uŋ      | huŋ      | tuŋ      | puŋ      | kuŋ      | nuŋ      | muŋ      |
| Xianyou | ŋ̍       | hŋ̍       | tŋ̍       | pŋ̍       | kŋ̍       | nŋ̍       | mŋ̍       |

| API            | ã  | ẽ  | ɛ̃ | ĩ  | ỹ  | ɒ̃  | iã  | yã  | uã  | aĩ | aũ | uĩ  | iũ  |
| romanización   | aⁿ | a̤ⁿ |   | a̤ⁿ | e̤ⁿ | o̤ⁿ | iaⁿ | io̤ⁿ | uaⁿ |    |    | oiⁿ | a̤uⁿ |
| IPA romanizada | ã  |    |   | ẽ  | ø̃  | ɒ̃  | iã  | yɒ̃  | uã  |    |    | oĩ  | ɛũ  |

| Hanzi   | 爭 (caⁿ) | 還 (há̤ⁿ) | 段 (dē̤ⁿ) | 三 (so̤ⁿ) | 鼎 (diáⁿ) | 張 (da̤uⁿ) | 看 (kua̍ⁿ) | 飯 (bōiⁿ) | 贏 (ió̤ⁿ) |
| Xianyou | tsã      | hĩ       | tỹ       | sɒ̃       | tiã       | tiũ       | kʰuã      | puĩ       | yɒ̃       |
| Putian  | tsa      | hi       | tø       | sɒ       | tia       | tiau      | kʰua      | puai      | yɒ       |

### Tonos
| Tono    | Ing-báⁿ 陰平 | Ing-siō̤ng 陰上 | Ing-kṳ̍ 陰去 | Ing-ci̍h 陰入 | Ió̤ng-báⁿ 陽平 | Ió̤ng-kṳ̍ 陽去 | Ió̤ng-ci̍h 陽入 |
| Putian  | ˥˧˧ (533)    | ˦˥˧ (453)      | ˦˨ (42)     | ʔ˨˩ (ʔ21)    | ˩˧ (13)       | ˩ (11)       | ʔ˦ (ʔ4)       |
| Xianyou | ˥˦˦ (544)    | ˧˧˨ (332)      | ˥˨ (52)     | ʔ˨ (ʔ2)      | ˨˦ (24)       | ˨˩ (21)      | ʔ˦ (ʔ4)       |

### Registro
| Hanzi     | 買  | 黃  | 生       | 領  | 師  | 兩  | 火  | 壁  | 著   |
| Coloquial | pe  | ŋ̍   | ɬã, tsʰã | nia | ɬai | nŋ̍  | hoe | pia | tieu |
| Literario | mai | hɒŋ | ɬɛŋ      | liŋ | ɬo  | løŋ | hɒ  | piʔ | tøʔ  |

### Asimilación
新婦房　ɬiŋ pu paŋ　→　ɬiŋ mu βaŋ
青草 tsʰɔŋ tsʰau　→　tsʰɔŋ nau

### Comparación entre Putian Min y Quanzhou Min Nan
| Hanzi    | 埋 (lit.) | 萬 (lit.) | 人 (lit.) | 入   | 危 (lit.) | 逆   | 內  | 諾  |
| Putian   | mai       | man       | tsin      | tsiʔ | kui       | kiʔ  | tue | tɔʔ |
| Quanzhou | bai       | ban       | lin       | dzip | ɡui       | ɡiak | lue | lɔk |

## Partículas finales de oración
- ah (啊): utilizado para expresar exclamación.
- lah (啦): se utiliza para enfatizar o agregar un efecto emocional a sus palabras.
- neh (呢): utilizado para preguntar.
- nɔ (唔): utilizado para expresar emoción.
- yɔu (哟): utilizado para mostrar obviedad o contención.

## Romanización
El Hing-hua̍ báⁿ-uā-ci̍ (興化平話字) es el sistema de romanización del min puxian. Utiliza 23 letras: a a̤ b c ch d e e̤ g h i k l m n ng o o̤ p s t u ṳ .
La romanización sólo necesita cinco marcas tonales para siete tonos:
- 陰平 Ing-báⁿ (sin marcar)
- 陰上 Ing-siō̤ng ˆ (â)
- 陰去 Ing-kṳ̍ ˈ (a̍)
- 陰入 Ing-ci̍h (sin marcar)
- 陽平 Ió̤ng-báⁿ ́ (á)
- 陽去 Ió̤ng-kṳ̍ – (ā)
- 陽入 Ió̤ng-ci̍h ˈh (a̍h)

| AFI | Pu-Xian Min (Xinghua) | Fuzhou |
| --- | --------------------- | ------ |
| pʰ  | p                     | p      |
| tʰ  | t                     | t      |
| kʰ  | k                     | k      |
| p   | b                     | b      |
| t   | d                     | d      |
| k   | g                     | g      |
| tsʰ | ch                    | ch     |
| ts  | c                     | c      |

| Tono      | 陰平 Ing-báⁿ | 陰上 Ing-siō̤ng | 陰去 Ing-kṳ̍ | 陰入 Ing-ci̍h | 陽平 Ió̤ng-báⁿ | 陽去 Ió̤ng-kṳ̍ | 陽入 Ió̤ng-ci̍h |
| --------- | ------------ | -------------- | ----------- | ------------ | ------------- | ------------ | ------------- |
| Báⁿ-uā-ci̍ | a            | â              | a̍           | ah           | á             | ā            | a̍h            |
| Pe̍h-ōe-jī | a            | á              | à           | ah           | â             | ā            | a̍h            |